# Rockstar Games
Rockstar Games, Inc. – grupa przedsiębiorstw produkujących gry komputerowe założona w 1998 przez wydawcę Take-Two Interactive, po przejęciu brytyjskiej spółki BMG Interactive. Rockstar Games zostało założone przez Sama Housera, Terry’ego Donovana, Dana Housera, Jamiego Kinga i Gary’ego Foremana.

## Studia Rockstar
| Nazwa                | Lata działalności | Informacje |
| -------------------- | ----------------- | --- |
| Rockstar Leeds       | od 2004           | Studio odpowiada za gry na platformy mobilne. Stworzyli gry takie jak: Grand Theft Auto: Liberty City Stories, Grand Theft Auto: Vice City Stories na PlayStation Portable i Grand Theft Auto: Chinatown Wars na Nintendo DS. Studio zajęło się także przeniesieniem na PC gry L.A. Noire. |
| Rockstar Lincoln     | od 1999           | Studio powstało z przekształcenia firmy Tarantula Studios. |
| Rockstar London      | od 2005           | Studio razem z Rockstar Vienna pracowało nad Manhuntem 2 i przeniesieniem na konsolę PlayStation Portable gry Midnight Club: Los Angeles. |
| Rockstar New England | od 2008           | Studio Rockstar odpowiedzialne za silniki graficzne. Odpowiadało za przeniesienie gry Bully na konsolę Xbox 360 i platformę PC. |
| Rockstar North       | od 1999           | Główne studio Rockstara odpowiedzialne za takie gry jak Grand Theft Auto i Manhunt. |
| Rockstar San Diego   | od 2003           | Studio stworzyło silnik gier o nazwie RAGE oraz takie gry jak: Red Dead Revolver, Red Dead Redemption, serię Smuggler's Run, dwie pierwsze części Midtown Madness i serię wyścigów samochodowych Midnight Club.                                                                            |
| Rockstar Toronto     | od 1999           | Studio ma siedzibę w Oakville. Stworzyło takie gry jak The Warriors oraz przeniosło Grand Theft Auto IV i Grand Theft Auto: Episodes from Liberty City na PC oraz Bully na Nintendo Wii.                                                                                                   |
| Rockstar Vancouver   | 2002–2012         | Studio stworzyło takie gry jak Bully czy Max Payne 3. |
| Rockstar Vienna      | 2003–2006         | Studio odpowiadało za grę Max Payne na konsole PlayStation 2, Xbox oraz Manhunt 2. |
| Rockstar India       | od 2016           | Studio odpowiedzialne za tworzenie animacji |

## Pozostałe studia pracujące dla Rockstar Games
- Bungie – twórcy gry Oni, Halo
- Capcom – miało wpływ na wczesny rozwój gry Rockstar San Diego – Red Dead Revolver i obecnie posiada prawa do japońskiej dystrybucji gier z serii Grand Theft Auto
- Digital Eclipse Software – współpraca z Rockstar North przy tworzeniu gry Grand Theft Auto Advance
- Edge of Reality – twórcy gry Monster Truck Madness 64
- Opus – współpraca z ASCII Entertainment przy tworzeniu gry Surfing H3O
- Pixelogic – twórcy gry The Italian Job
- Remedy Entertainment – twórcy pierwszej i drugiej części gry Max Payne
- VIS Entertainment – twórcy gry State of Emergency
- Z-Axis – twórcy gry Thrasher presents Skate and Destroy

## Gry wydane przez Rockstar Games
| Gra                                                    | Rok wydania         | Platforma                                                                                        |
| ------------------------------------------------------ | ------------------- | ------------------------------------------------------------------------------------------------ |
| Grand Theft Auto                                       | 1997                | PlayStation, PlayStation Classic Microsoft Windows, Game Boy, Game Boy Color                     |
| Earthworm Jim 3D                                       | 1999                | Nintendo 64                                                                                      |
| Grand Theft Auto: London 1969                          | 1999                | PlayStation, Microsoft Windows                                                                   |
| Grand Theft Auto: London, 1961                         | 1999                | Microsoft Windows                                                                                |
| Grand Theft Auto 2                                     | 1999                | PlayStation, Dreamcast, Game Boy Color, Microsoft Windows                                        |
| Thrasher Presents Skate And Destroy                    | 1999                | PlayStation                                                                                      |
| Austin Powers: Oh Behave                               | 2000                | Game Boy Color                                                                                   |
| Austin Powers: Welcome to My Underground Lair!         | 2000                | Game Boy Color                                                                                   |
| Wild Metal: Reclaim the Future                         | 2000                | Dreamcast                                                                                        |
| Midnight Club: Street Racing                           | 2000                | PlayStation 2                                                                                    |
| Surfing H3O                                            | 2000                | PlayStation 2                                                                                    |
| Smuggler's Run                                         | 2000                | PlayStation 2                                                                                    |
| Smuggler's Run 2: Hostile Territory                    | 2001                | PlayStation 2                                                                                    |
| Oni                                                    | 2001                | PlayStation 2, Microsoft Windows                                                                 |
| Max Payne                                              | 2001                | PlayStation 2, Xbox, Game Boy Advance, Microsoft Windows, Android, iOS                           |
| Grand Theft Auto III                                   | 2001                | PlayStation 2, Xbox, Microsoft Windows, Android, iOS                                             |
| The Italian Job                                        | 2002                | PlayStation, Microsoft Windows                                                                   |
| State of Emergency                                     | 2002                | PlayStation 2, Xbox, Microsoft Windows                                                           |
| Smuggler's Run Warzones                                | 2002                | Nintendo GameCube                                                                                |
| Grand Theft Auto: Vice City                            | 2002                | PlayStation 2, Xbox, Microsoft Windows, Android, iOS                                             |
| Midnight Club II                                       | 2003                | PlayStation 2, Xbox, Microsoft Windows                                                           |
| Max Payne 2: The Fall of Max Payne                     | 2003                | PlayStation 2, Xbox, Microsoft Windows                                                           |
| Manhunt                                                | 2003                | PlayStation 2, Xbox, Microsoft Windows                                                           |
| Red Dead Revolver                                      | 2004                | PlayStation 2, Xbox                                                                              |
| Grand Theft Auto Advance                               | 2004                | Game Boy Advance                                                                                 |
| Grand Theft Auto: San Andreas                          | 2004                | PlayStation 2, Xbox, Microsoft Windows, Android, iOS, Windows Phone                              |
| Midnight Club 3: DUB Edition                           | 2005                | PlayStation 2, Xbox, PlayStation Portable                                                        |
| The Warriors                                           | 2005                | PlayStation 2, Xbox, PlayStation Portable                                                        |
| Grand Theft Auto: Liberty City Stories                 | 2005                | PlayStation Portable, PlayStation 2, Android iOS                                                 |
| Midnight Club 3: DUB Edition Remix                     | 2006                | PlayStation 2, Xbox                                                                              |
| Rockstar Games Presents Table Tennis                   | 2006                | Xbox 360, Wii                                                                                    |
| Bully                                                  | 2006                | PlayStation 2                                                                                    |
| Grand Theft Auto: Vice City Stories                    | 2006                | PlayStation Portable, PlayStation 2                                                              |
| Manhunt 2                                              | 2007                | PlayStation Portable, PlayStation 2, Wii                                                         |
| Bully: Scholarship Edition                             | 2008                | Xbox 360, Wii, Microsoft Windows                                                                 |
| Grand Theft Auto IV                                    | 2008                | PlayStation 3, Xbox 360, Microsoft Windows                                                       |
| Midnight Club: Los Angeles                             | 2008                | PlayStation 3, Xbox 360                                                                          |
| Midnight Club: L.A. Remix                              | 2008                | PlayStation Portable                                                                             |
| Grand Theft Auto IV: The Lost and Damned               | 2009                | PlayStation 3, Xbox 360, Microsoft Windows                                                       |
| Grand Theft Auto: Chinatown Wars                       | 2009                | Nintendo DS, PlayStation Portable, Android, iOS                                                  |
| Grand Theft Auto IV: The Ballad of Gay Tony            | 2009                | PlayStation 3, Xbox 360, Microsoft Windows                                                       |
| Beaterator                                             | 2009                | PlayStation Portable                                                                             |
| Manhunt 2                                              | 2009                | Microsoft Windows                                                                                |
| Grand Theft Auto: Episodes from Liberty City           | 2010                | PlayStation 3, Xbox 360, Microsoft Windows                                                       |
| Red Dead Redemption                                    | 2010 2023 2024      | PlayStation 3, Xbox 360 PlayStation 4, Nintendo Switch, Microsoft Windows                        |
| L.A. Noire                                             | 2011 2017           | PlayStation 3, Xbox 360, Microsoft Windows PlayStation 4, Xbox One, Nintendo Switch              |
| Max Payne                                              | 2012                | Android, iOS                                                                                     |
| Max Payne 3                                            | 2012                | PlayStation 3, Xbox 360, Microsoft Windows                                                       |
| Grand Theft Auto V                                     | 2013 2014 2015 2022 | PlayStation 3, Xbox 360 PlayStation 4, Xbox One Microsoft Windows PlayStation 5, Xbox Series X/S |
| Red Dead Redemption 2                                  | 2018 2019           | PlayStation 4, Xbox One Microsoft Windows                                                        |
| Grand Theft Auto: The Trilogy – The Definitive Edition | 2021                | PlayStation 4, Xbox One, Microsoft Windows, PlayStation 5, Xbox Series X/S, Nintendo Switch      |
| Grand Theft Auto VI                                    | 2026                | PlayStation 5, Xbox Series X/S                                                                   |

## Pozostałe media
Rockstar Games jest producentem filmów Sunday Driver oraz Football Factory.